# 1984-es Formula–1 osztrák nagydíj
Az osztrák nagydíj volt az 1984-es Formula–1 világbajnokság tizenkettedik futama. Formula–1 világbajnoksági sorozat 400. nagydíja.

## Futam
| Helyezés | #  | Versenyző          | Csapat/Motor      | Körök | Idő/Kiesés oka      | Rajthely | Pontszám |
| -------- | -- | ------------------ | ----------------- | ----- | ------------------- | -------- | -------- |
| 1        | 8  | Niki Lauda         | McLaren-TAG       | 51    | 1:21:12,851         | 4        | 9        |
| 2        | 1  | Nelson Piquet      | Brabham-BMW       | 51    | + 23,525            | 1        | 6        |
| 3        | 27 | Michele Alboreto   | Ferrari           | 51    | + 48,998            | 12       | 4        |
| 4        | 2  | Teo Fabi           | Brabham-BMW       | 51    | + 56,312            | 7        | 3        |
| 5        | 18 | Thierry Boutsen    | Arrows-BMW        | 50    | + 1 kör             | 17       | 2        |
| 6        | 17 | Marc Surer         | Arrows-BMW        | 50    | + 1 kör             | 19       | 1        |
| 7        | 28 | René Arnoux        | Ferrari           | 50    | + 1 kör             | 15       |          |
| 8        | 25 | François Hesnault  | Ligier-Renault    | 49    | + 2 kör             | 21       |          |
| 9        | 10 | Jonathan Palmer    | RAM-Hart          | 49    | + 2 kör             | 24       |          |
| 10       | 22 | Riccardo Patrese   | Alfa Romeo        | 48    | Kifogyott üzemanyag | 13       |          |
| 11       | 9  | Philippe Alliot    | RAM-Hart          | 48    | + 3 kör             | 25       |          |
| 12       | 31 | Gerhard Berger     | ATS-BMW           | 48    | Váltó               | 20       |          |
| Kiesett  | 15 | Patrick Tambay     | Renault           | 42    | Motorhiba           | 5        |          |
| Kiesett  | 19 | Ayrton Senna       | Toleman-Hart      | 35    | Olajnyomás          | 10       |          |
| Kiesett  | 12 | Nigel Mansell      | Lotus-Renault     | 32    | Motorhiba           | 8        |          |
| Kiesett  | 7  | Alain Prost        | McLaren-TAG       | 28    | Kicsúszás           | 2        |          |
| Kiesett  | 11 | Elio de Angelis    | Lotus-Renault     | 28    | Motorhiba           | 3        |          |
| HN       | 21 | Huub Rothengatter  | Spirit-Hart       | 23    | Helyezés nélkül     | 26       |          |
| Kiesett  | 23 | Eddie Cheever      | Alfa Romeo        | 18    | Motorhiba           | 16       |          |
| Kiesett  | 16 | Derek Warwick      | Renault           | 17    | Motorhiba           | 6        |          |
| Kiesett  | 26 | Andrea de Cesaris  | Ligier-Renault    | 15    | Befecskendezés      | 18       |          |
| Kiesett  | 6  | Keke Rosberg       | Williams-Honda    | 15    | Meghajtás           | 9        |          |
| Kiesett  | 5  | Jacques Laffite    | Williams-Honda    | 12    | Motorhiba           | 11       |          |
| Kiesett  | 30 | Jo Gartner         | Osella-Alfa Romeo | 6     | Motorhiba           | 22       |          |
| Kiesett  | 24 | Piercarlo Ghinzani | Osella-Alfa Romeo | 4     | Váltó               | 23       |          |
| Kizárva  | 4  | Stefan Bellof      | Tyrrell-Ford      | 0     | Kizárva             |          |          |
| NK       | 3  | Stefan Johansson   | Tyrrell-Ford      |       |                     |          |          |

## A világbajnokság élmezőnyének állása a verseny után
| H  | Versenyzők      | Pont | H  | Konstruktőrök | Pont |
| -- | --------------- | ---- | -- | ------------- | ---- |
| 1. | Niki Lauda      | 48   | 1. | McLaren-TAG   | 92,5 |
| 2. | Alain Prost     | 44,5 | 2. | Ferrari       | 40,5 |
| 3. | Elio de Angelis | 29   | 3. | Lotus-Renault | 38   |
| 4. | René Arnoux     | 25   | 4. | Renault       | 33   |
| 5. | Nelson Piquet   | 24   | 5. | Brabham-BMW   | 31   |

## Statisztikák
Vezető helyen:
- Nelson Piquet: 39 (1-39)
- Niki Lauda: 12 (40-51)

Niki Lauda 23. győzelme, 21. leggyorsabb köre, Nelson Piquet 14. pole-pozíciója.
- McLaren 38. győzelme.

Gerhard Berger első versenye.